# Gail Brockman
Gail Brockman (* 23. Oktober 1916 in Chicago, Illinois; † 29. September 1970 ebenda) war ein US-amerikanischer Jazztrompeter.

## Leben und Wirken
Brockman spielte ab 1940 in der Band von Horace Henderson in seiner Heimatstadt Chicago; von Mitte 1944 bis Mitte 1945 war er Mitglied der Big Band Billy Eckstine and His Orchestra. Ende der 1940er Jahre spielte er in Chicago u. a. mit Gene Ammons, Tom Archia und Eugene Wright. Anfang der 1950er Jahre wirkte er noch bei Aufnahmen von Bill Russo (A Recital in New American Music 1951), Donna Hightower, Eddie Johnson, Floyd Smith und Horace Henderson mit; aus späteren Jahren sind keine Aufnahmen mehr bekannt. Im Jazzbereich nahm er zwischen 1940 und 1954 an 21 Aufnahmesessions teil, u. a. mit Blind Blake und Little Richard. Basierend auf Brockmans Solo in Gene Ammons’ „Red Top“ sang King Pleasure 1954 eine Vocaleseversion.